# Коэффициент дилюции
Коэффициент дилюции (ослабления) - астрофизическая величина, характеризующая ослабление плотности потока излучения от центральной звезды в туманностях. В основном применяется в свечения планетарных туманностей.
Пусть центральная звезда излучает как абсолютно чёрное тело с плотностью потока энергии ρ*. Плотность потока излучения ρ, проходящего через туманность, будет тем меньше, чем под меньшим телесным углом будет видна звезда из данной точки туманности. То есть
{\displaystyle \rho ={\frac {\Omega }{4\pi }}\rho _{*}=W\rho _{*}}
Здесь W и есть коэффициент дилюции. Если r* - радиус звезды, а r - расстояние до неё, то звезда будет видна под телесным углом
{\displaystyle \Omega =2\pi \int \limits _{0}^{\theta _{0}}\sin {\theta }\,d\theta =2\pi \left(1-\cos {\theta _{0}}\right)}
Здесь θ0 - угловой размер звезды. Таким образом получаем выражение для коэффициента дилюции:
{\displaystyle W={\frac {1}{2}}\left[1-{\sqrt {1-\left({\frac {r_{*}}{r}}\right)^{2}}}\right]}
Для планетарных туманностей коэффициент дилюции равен примерно 10-14.